# Molk-e Daraq
Molk-e Daraq (persiska: ملک درق) är en ort i Iran.   Den ligger i provinsen Östazarbaijan, i den nordvästra delen av landet, 500 km nordväst om huvudstaden Teheran. Molk-e Daraq ligger 1 181 meter över havet och antalet invånare är 127.
Terrängen runt Molk-e Daraq är lite bergig, och sluttar norrut. Runt Molk-e Daraq är det ganska glesbefolkat, med 27 invånare per kvadratkilometer. Närmaste större samhälle är Hūrānd, 13,4 km söder om Molk-e Daraq. Trakten runt Molk-e Daraq består till största delen av jordbruksmark.